# Fanny Løvenskiold

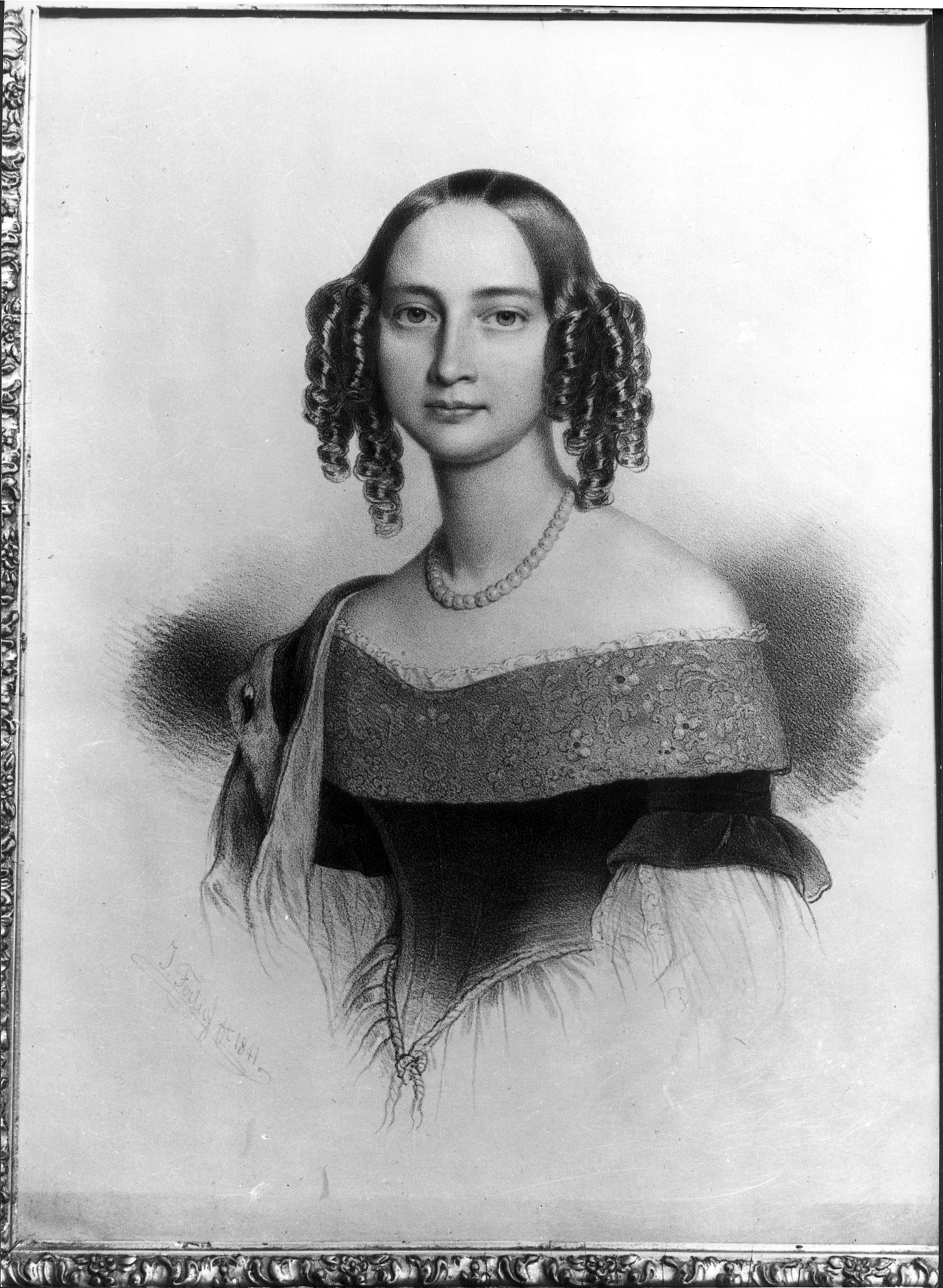
Fanny Løvenskiold

Fanny Løvenskiold, född friherreinne Francisca Veronika Johanne Josephine von Seckendorf-Aberdar 7 februari 1807, död 19 mars 1873, var en norsk hovfunktionär.

## Biografi
Fanny Løvenskiold var dotter till friherre Johan Carl August Max von Seckendorf-Aberdar och Magdalene von Hommer. Den 26 februari 1827 gifte hon sig med Ernst Løvenskiold (1803–1867), son till Severin Løvenskiold och hovchef för norska hovstaten under Oscar I.

### Hovkarriär
Fanny Løvenskiold var överhovmästarinna för den norska hovstaten under Sverige-Norges drottning Josefina av Leuchtenberg. Hon utsågs till denna post 1846, ett år efter att hennes företrädare lämnat den.   
Under svensk-norska unionens tid fanns det en separat norsk hovstat som mötte kungaparet vid gränsen och tjänstgjorde under besöket i Norge och sedan följde kungaparet till gränsen igen, där de avlöstes av den svenska hovstaten. Under Oscar I:s regeringstid minskade hovstaten och Josefina hade till skillnad från sin företrädare inga statsfruar i vare sig Norge eller Sverige, men den norska hovstaten var ändå mindre än den svenska: år 1849 hade drottningens svenska hovstat en överhovmästarinna, tre hovfröknar, en överstekammarherre, fyra kammarherrar, en page, första kammarfru och tre kammarfruar - medan drottningens norska hovstat endast innehöll en överhovmästarinna, två hovfröknar (Inga Hedewig Vogt och Juliane Wedel Jarlsberg) och två kammarherrar.
Fanny Løvenskiold fick tjänstgöra ganska ofta: drottning Josefina besökte Norge tio gånger 1824–1874 och blev omtyckt där för sitt sociala arbete. Hon torde också ha fått tjänstgöra under en ovanligt lång period av verksamhet för den norska hovstaten, åt kronprinsessan Lovisa, som tillbringade ett helt år i Norge 1856–1857.